# Back of the Yards Neighborhood Council
Das Back of the Yards Neighborhood Council (BYNC) ist eine Bürgervereinigung in Chicago. Sie war die erste von Saul Alinsky gegründete Organisation. Anhand seiner Erfahrungen entwickelte er das Konzept des Community Organizing.

## Geschichte
Das Council wurde am 14. Juli 1939 auf einem Gründungskongress gebildet. In ihm waren nahezu alle wichtigen lokalen Organisationen, Gewerkschaften (AFL und CIO), Geschäftsleute, Vertreter von Sport- und Sozialvereinen, Lehrer sowie Priester (die katholischen Priester besetzten 1/3 der Komiteesitze) vertreten.
Der Bezirk Back of the Yards war ursprünglich Teil von Town of Lake, bis es 1889 zu Chicago fiel. Ab Mitte des 19. Jahrhunderts nahm die Bevölkerung durch den Bau großer Schlachthöfe der Union Stock Yards stark zu.
Als eine der ersten Handlungen erklärte sich das BYNC solidarisch mit der lokalen Gewerkschaftsgruppe PWOC, die von der CIO initiiert worden war. Diese Allianz stellte ein Novum in der US-amerikanischen Gesellschaft dar, denn zuvor hatte es unter keinen Umständen eine Allianz zwischen der katholischen Kirche und einer linken Gewerkschaftsorganisation gegeben. Der Initiator Saul Alinsky hatte es geschafft, beide Parteien im Kampf um bessere Lebensbedingungen in diesem lokalen Viertel zu vereinen. Dank dieser Allianz wurde die medizinische Versorgung verbessert, die Müllabfuhr neu organisiert, Freizeiteinrichtungen geschaffen, ein Mittagstisch für Kinder mit 1.200 warmen Mahlzeiten täglich, ein Sommercamp-Programm für die Kinder und ein Community-Fonds eingerichtet, die für weitere Verbesserungen sorgten.
Die Arbeit des BYNC wurde von Alinsky klar von Sozialarbeit abgegrenzt. Er warf Sozialen Organisationen vor Wohlfahrtskolonialismus zu betreiben und paternalistisch zu sein. Ziel dieses ersten Versuchs von Community Organizing war es, sich auf die lokale Demokratie zu stützen, nicht auf eine externe Autorität.
Aus den Erfolgen des BYNC motiviert gründete Alinsky gemeinsam mit dem Bischof der katholischen Erzdiözese Chicagos, Bernhard J. Sheil, sowie Marshall Field III., Millionär und Besitzer einer erfolgreichen Warenhauskette, Kathryn Lewis, der Tochter des Gewerkschaftsführers John Lewis, und Joseph Meegan, der zuvor bereits beim Aufbau des BYNC beteiligt gewesen war, 1939 die Industrial Areas Foundation (IAF). Die IAF ist heute (2013) das größte Netzwerk für Community Organizing in den USA mit 56 assoziierten lokalen Organisationen in 21 Bundesstaaten der USA, in Kanada, Großbritannien und in Deutschland.